# Eliot Quartett
Das Eliot Quartett ist ein im Jahr 2014 gegründetes, international besetztes Streichquartett.

## Namensgebung
Das Quartett ist nach dem Lyriker T.S. Eliot benannt, der sich für sein 1943 erschienenes Werk Four Quartets von den Streichquartetten Ludwig van Beethovens inspirieren ließ.

## Künstlerisches Wirken

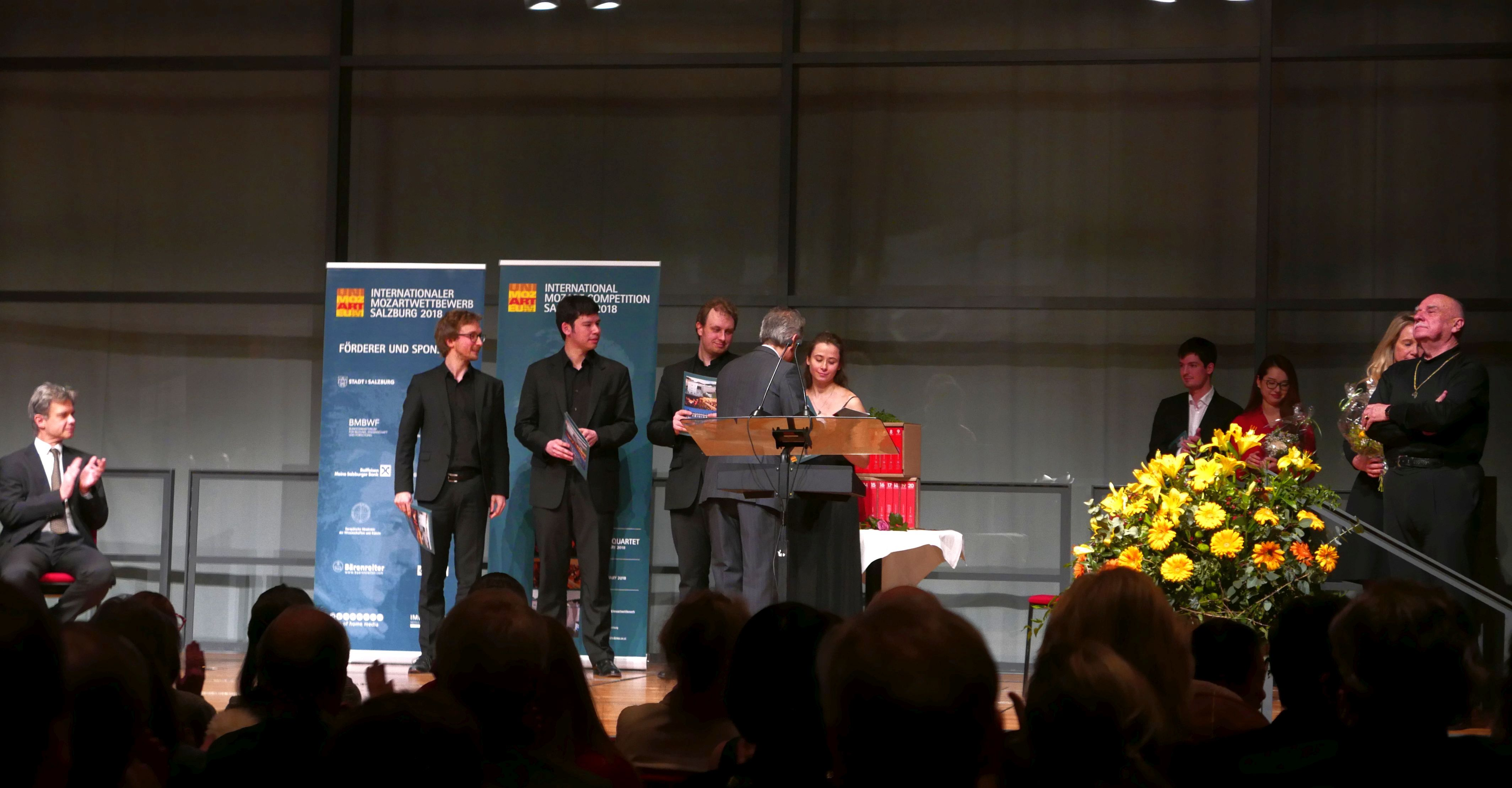
Preisverleihung beim 13. Internationalen Mozartwettbewerb an das Eliot Quartett

Die Mitglieder des Quartettes studierten an verschiedenen Musikakademien, unter anderem am Moskauer Tschaikowski-Konservatorium, der Hochschule für Musik und Theater in Leipzig und der Vancouver Academy of Music. Vor der Gründung des Eliot Quartetts waren die Musiker zum Teil als Solokünstler oder als ein Teil eines Kammermusikensembles tätig.
Das Eliot Quartett wird an der Hochschule für Musik und Darstellende Kunst Frankfurt am Main bei Tim Vogel und in der Meisterklasse von Günter Pichler, dem Gründer des Alban Berg Quartetts an der Escuela Superior de Música Reina Sofia in Madrid unterrichtet. Das Quartett erhält darüber hinaus künstlerische Unterstützung vom Mandelring Quartett, Valentin Erben, Alfred Brendel und Hubert Buchberger.
Im Herbst 2014 gewannen die Musiker des Eliot Quartetts den Wettbewerb der Polytechnischen Gesellschaft Frankfurt am Main. Im Jahr 2016 konnte das Ensemble den 3. Preis im Fach Streichquartett beim Felix Mendelssohn Bartholdy Hochschulwettbewerb und den 2. Preis beim Internationalen Streichquartett-Wettbewerb der Irene Steels-Wilsing Stiftung in Berlin gewinnen. Im folgenden Jahr wurde das Streichquartett mit dem Akademiepreis für Nachwuchsförderung der Akademie der Wissenschaften Mainz ausgezeichnet. Im Jahr 2018 erhielt das Eliot Quartett den 2. Preis beim Mozartwettbewerb Salzburg sowie den 2. Preis beim Melbourne International Music Competition, gewann den Preis des Deutschen Musikwettbewerbs mit 3 Sonderpreisen sowie den 1. Preis mit Sonderpreis für die beste Interpretation eines Werkes von K. Szymanowski beim Karol Szymanowski Competition.
Seit 2017 erhält das Streichquartett eine Stipendiaten-Förderung der Stiftung Villa  Musica Rheinland-Pfalz. Die Musiker traten neben zahlreichen Konzerten in Deutschland auch in Österreich, Belgien, Spanien und Japan auf. Im Jahr 2019 gestaltet das Eliot Quartett als erstes Quartett in Residence eine eigene Konzertreihe im Holzhausenschlösschen in Frankfurt am Main.

## Mitglieder
- Erste Violine: Maryana Osipova
- Zweite Violine: Alexander Sachs
- Viola: Dmitry Hahalin
- Violoncello: Michael Preuss